# Setina fumata
Setina fumata är en fjärilsart som beskrevs av Embrik Strand 1903. Setina fumata ingår i släktet Setina och familjen björnspinnare. Inga underarter finns listade i Catalogue of Life.